# Oribatula quadrisetosa
Oribatula quadrisetosa är en kvalsterart som beskrevs av Hammer 1961. Oribatula quadrisetosa ingår i släktet Oribatula och familjen Oribatulidae. Inga underarter finns listade i Catalogue of Life.